# 纳瓦斯德里奥夫里奥
纳瓦斯德里奥夫里奥，是西班牙卡斯蒂利亚-莱昂塞戈维亚省的一个市镇。 总面积15平方公里，总人口287人（2001年），人口密度19人/平方公里。